# Дельта (фильм)
«Дельта» (англ. Delta) — фильм режиссёра Айры Сакса.

## Сюжет
Линкольн Блум — симпатичный парень из состоятельной еврейской семьи Мемфиса, который ведет двойную жизнь. Большую часть свободного времени он проводит со своей подругой и друзьями, которые не знают куда себя деть: они прожигают жизнь, курят марихуану, пьют пиво. Но у Линкольна, в отличие от друзей, есть ещё и скрытая от посторонних глаз сторона жизни: иногда он посещает  магазин видео для геев и по вечерам знакомится с мужчинами для секса. Так однажды парень сталкивается с Джоном, который несколько старше Линкольна и является сыном вьетнамской женщины и чернокожего американского солдата. Джон, с которым у Линкольна в прошлом уже был случайный секс, признаётся на ломаном английском в любви. Джон уговаривает Линкольна отправиться в путешествие на моторной лодке вниз по реке Миссисипи. Но их приключения, в конечном счёте,  заканчиваются неприятностями с полицией.

## В ролях
| Актёр             | Роль     |
| ----------------- | -------- |
| Шэйн Грэй         | Линкольн |
| Тэнг Чан          | Джон     |
| Чарльз Дж. Ингрэм | Дэвид    |
| Рэндолл Рейнке    | Дэнни    |

## Критика
Эмануэль Леви из Variety:

Эта интимная гей-драма о сложных отношениях между белым подростком и вьетнамским иммигрантом представляет собой свежий взгляд, но страдает от структурных недостатков и запредельно скромных производственных характеристик.
Оригинальный текст (англ.)This intimate gay drama, about the complex relationship between a white adolescent and a Vietnamese immigrant, displays a fresh voice but suffers from structural flaws and ultra-modest production values.